# Caudina arenata
Caudina arenata is een zeekomkommer uit de familie Caudinidae.
De wetenschappelijke naam van de soort werd in 1841 gepubliceerd door A.A. Gould.